# Peracle bispinosa
Peracle bispinosa är en snäckart som beskrevs av Jean Paul Louis Pelseneer 1888. Peracle bispinosa ingår i släktet Peracle och familjen Peraclididae. Inga underarter finns listade i Catalogue of Life.